# Rio Butiá
Der Rio Butiá ist ein etwa 54 km langer linker Nebenfluss des Rio Iguaçu im Süden des brasilianischen Bundesstaats Paraná.

## Etymologie
Butiá ist die gebräuchliche Bezeichnung für die Geleepalme.  

## Geografie

### Lage
Das Einzugsgebiet des Rio Butiá befindet sich auf dem Terceiro Planalto Paranaense (Dritte oder Guarapuava-Hochebene von Paraná).

### Verlauf
Sein Quellgebiet liegt auf der Grenze zwischen den beiden Munizipien Coronel Domingos Soares und Mangueirinha auf 1.003 m Meereshöhe etwa 8 km westlich des Hauptorts von Coronel Domingos Soares.
Der Fluss verläuft in nördlicher Richtung. Er bildet in seinem gesamten Verlauf die Grenze zwischen den beiden Munizipien. Er mündet auf 607 m Höhe von links in den Rio Iguaçu, der hier für das Wasserkraftwerk Segredo aufgestaut ist. Er ist etwa 54 km lang.

### Munizipien im Einzugsgebiet
Am Rio Butiá liegen die zwei Munizipien Coronel Domingos Soares und Mangueirinha.